# Route 128
Route 128 (IATA: ZRU) este o gară din Westwood⁠(d), Comitatul Norfolk, Massachusetts, Statele Unite ale Americii. A fost deschisă în 26 aprilie 1953 și numită după Massachusetts Route 128⁠(d).